# Christopher Hitchens
Christopher Eric Hitchens (ur. 13 kwietnia 1949 w Portsmouth w Wielkiej Brytanii, zm. 15 grudnia 2011 w Houston) – amerykańsko-brytyjski pisarz, dziennikarz i krytyk literacki.
Jego teksty publikowało wiele opiniotwórczych magazynów, m.in. „Vanity Fair”, społeczno-kulturalny „The Atlantic”, lewicowy „The Nation”, racjonalistyczny „Free Inquiry” oraz „The Wall Street Journal”. Hitchens znany był z admiracji dla takich postaci jak George Orwell, Thomas Paine i Thomas Jefferson, których biografie napisał, oraz z niechęci do Matki Teresy, Billa i Hillary Clintonów, Henry’ego Kissingera i brytyjskiej rodziny królewskiej. Wydał ponad 20 książek. Uważał się za marksistę. Był jednym z głównych przedstawicieli nowego ateizmu.

## Życiorys

### Dzieciństwo i młodość
Matka Hitchensa, Yvonne Jean (z domu Hickman), i ojciec Eric Ernest Hitchens (1909–1987) poznali się w Szkocji, kiedy oboje służyli w Royal Navy, podczas II wojny światowej. Yvonne Hickman należała wówczas do Women’s Royal Naval Service, a ojciec był dowódcą statku HMS „Jamaica”, który brał udział w akcji przeciw niemieckiemu pancernikowi „Scharnhorst”, zakończonej zatopieniem tego ostatniego. Kariera marynarska ojca zmuszała rodzinę do częstych przeprowadzek po bazach całej Brytanii, a nawet na Maltę (brat Christophera, Peter urodził się w Sliemie na Malcie w 1951 roku).
Matka Christophera Hitchensa chciała, by został typowym angielskim dżentelmenem, dlatego posłała go do Mount House School w Tavistock (w hrabstwie Devon), a potem do Leys School w Cambridge i oxfordzkiego Balliol College, gdzie jego nauczycielem był Steven Lukes. Hitchens zainteresował się wtedy filozofią, polityką i ekonomią, jednak nie był wzorowym uczniem. Wielki wpływ na jego późniejsze poglądy wywarły dzieła takich autorów jak George Orwell, Richard Llewellyn (How Green Was My Valley), Arthur Koestler, Fiodor Dostojewski i R.H. Tawney (antyklerykał i przeciwnik kapitalizmu). W roku 1968 Hitchens wziął udział w telewizyjnym show University Challenge.
W latach 60. dołączył do lewicy, krytykując wojnę wietnamską, prace nad bronią nuklearną, rasizm i korporacje kapitalistyczne, ale także „hedonistyczną” modę na zażywanie narkotyków. W 1965 roku wstąpił do Partii Pracy, ale w 1967 roku został z niej wyrzucony, wraz z innymi młodymi działaczami niechętnymi wojnie wietnamskiej (Harold Wilson był za wojną). Pod wpływem Petera Sedgwicka, Hitchens został na jakiś czas trockistą i anty-stalinistą.

### Dziennikarz i pisarz
Hitchens zaczął karierę dziennikarską w nieortodoksyjnie trockistowskim magazynie „International Socialism”, które nie uznawało krajów komunistycznych za kraje klasy robotniczej. Głosili hasło: Neither Washington nor Moscow but International Socialism. Pierwszą pracę podjął w dodatku edukacyjnym do „Timesa”, jako redaktor działu nauk społecznych. W latach 70. pracował w redakcji „New Statesman”, gdzie zaprzyjaźnił się m.in. z Martinem Amisem i Ianem McEwanem. Atakował w tych latach przede wszystkim Henry’ego Kissingera i Kościół katolicki. W listopadzie 1973 roku matka Hitchensa popełniła samobójstwo wraz ze swym kochankiem, byłym duchownym o nazwisku Timothy Bryan.

### Okres amerykański
W 1981 roku Hitchens przeniósł się do USA i podjął pracę w gazecie: „The Nation”. Rozgłos przyniosła mu ostra krytyka Billa Clintona (No One Left to Lie To, 1999) i Henry’ego Kissingera (The Trial of Henry Kissinger, 2001). W roku 1995 ukazała się jego książka The Missionary Position. Mother Teresa in Theory and Practice, w której poddaje krytycznej ocenie życie i działalność słynnej misjonarki. W roku 2007 została wydana książka God is not Great, będąca polemiką z religiami, religijnym fundamentalizmem oraz samą wiarą w Boga.
Jego poglądy na temat religii spotkały się z krytyką, m.in. amerykańskiej krytyk sztuki i feministki Camille Paglia.
W 1997 roku watykańska Kongregacja Spraw Kanonizacyjnych poprosiła go o złożenie zeznań w procesie beatyfikacji Matki Teresy. Zadaniem Hitchensa było przedstawić powody, dla których kandydatka na ołtarze nie powinna zostać świętą. Oprócz Christophera Hitchensa o złożenie zeznań poproszono doktora Aroupa Chatterjee, pochodzącego z Kalkuty lekarza i autora krytycznej wobec Matki Teresy książki pt. „Mother Teresa. The final verdict”.
Wystąpił w pełnometrażowym filmie dokumentalnym Roba McGanna z 2006, zatytułowanym American Zeitgeist.
W 2007 roku Hitchens przyjął amerykańskie obywatelstwo, nie zrzekając się jednocześnie brytyjskiego.
30 czerwca 2010 roku zdiagnozowano u niego nowotwór złośliwy przełyku z rozległymi przerzutami do płuc i węzłów chłonnych.
Przed śmiercią mieszkał w Waszyngtonie. Był dwukrotnie żonaty, miał trójkę dzieci.

## Książki Hitchensa przetłumaczone na język polski
- Misjonarska miłość. Matka Teresa w teorii i w praktyce (ang. The Missionary Position. Mother Teresa in Theory and Practice), wyd. Prometeusz, 2001[12]
- Bóg nie jest wielki. Jak religia wszystko zatruwa (ang. God is not Great: How Religion Poisons Everything), wyd. Sonia Draga, 2007
- Thomas Paine. Prawa człowieka (ang. Thomas Paine's „Rights of Man”: A Biography), wyd. Muza SA, 2008
- Śmiertelność (ang. Mortality), wyd. Sonia Draga, 2013
- Listy do młodego kontestatora (ang. Letters to the Young Contrarian), wyd. Karakter, 2017
- Podlega dyskusji - eseje (ang. ARGUABLY: Essays), wyd. Sonia Draga, Katowice 2017